# Аяуаска

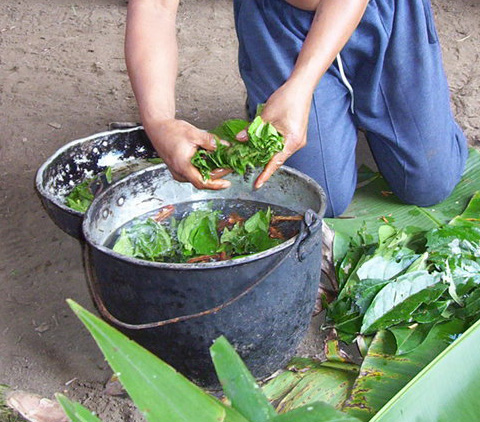
Приготовление аяуаски

Аяуа́ска (айауаска, айаваска, аяваска; кечуа ayawaska; МФА [a.ja.ˈwas.ka]; исп. ayahuasca; порт. hoasca; «лиана ду́хов», «лиана мёртвых»; aya — дух, душа; waska — лиана) — напиток-отвар, энтеоген и галлюциноген, традиционно изготовляемый шаманами индейских племён бассейна Амазонки и употребляемый местными жителями для «общения с духами» (манинкари) в целях получения практических знаний об окружающей природе и достижения организмом человека целительных способностей. Основной компонент этого напитка —  Банистериопсис каапи (Banisteriopsis caapi).
Существует синтетический аналог, известный как фармауаска (англ. pharmahuasca), состоящий из соответствующего сочетания ИМАО (ингибитора моноаминоксидазы) и ДМТ (диметилтриптамина).

## О напитке

### Приготовление
Классический напиток «аяуаска» — это 13-часовой отвар лианы Banisteriopsis caapi. Для придания напитку психоактивных эффектов добавляются листья растений Psychotria viridis (чакруна, кечуа chacruna) или Diplopterys cabrerana (известный как чалипонга, чагропанга кечуа chaliponga, chagropanga) и др. Шаманы могут добавлять в отвар более 20 различных растений, у каждого шамана свой набор. Мапачо (Nicotiana Rustica, махорка) является общей добавкой при изготовлении аяуаски.
Получающийся отвар содержит ингибиторы моноаминоксидазы: алкалоиды гармин и гармалин, а также (если добавлены вышеперечисленные растения, такие как Psychotria viridis, и Diplopterys cabrerana) мощный психоактивный алкалоид N, N-диметилтриптамин (ДМТ). Считается, что гармин и гармалин вызывают эффекты, напоминающие телепатию, поэтому колумбийский врач Гильермо Фишер Карденас, впервые выделивший действующее вещество лианы (1923), назвал его «телепатин».
В Европе и Северной Америке аналоги аяуаски готовятся с использованием нетрадиционных растений, содержащих те же самые алкалоиды. Например, семена гармалы могут быть использованы вместо лианы каапи, а богатая ДМТ Mimosa hostilis может быть использована вместо Psychotria viridis. В Австралии растёт несколько растений, пользующихся популярностью у местных жителей. Среди них богатая ДМТ акация. Отвары также изготавливаются без содержания ДМТ.
Эффект, возникающий от ДМТ, в данном случае не может быть качественно повторён в иных условиях. Важная составляющая — шаманские песни, ikaros, как звуковые вибрации — шаман наблюдает за «путешествием» и по возможности корректирует его. Считается, что приём настоящей аяуаски без шамана-курандеро может иметь плачевные последствия.
В современной западной культуре можно встретить различные разновидности аяуаски. При этом часто гармала или каапи используется вместе с альтернативными формами молекул ДМТ, такими как псилоцин, или с не содержащими ДМТ галлюциногенами, такими как мескалин. Подобные зелья носят свои особенные прозвища, такие как псилоуаска (англ. psilohuasca), мушрюаска (англ. mush-rue-asca), шрумауаска (англ. shroom-a-huasca) — для смесей на основе грибов или педроуаска (англ. pedrohuasca) (от кактуса Сан-Педро, который содержит мескалин).

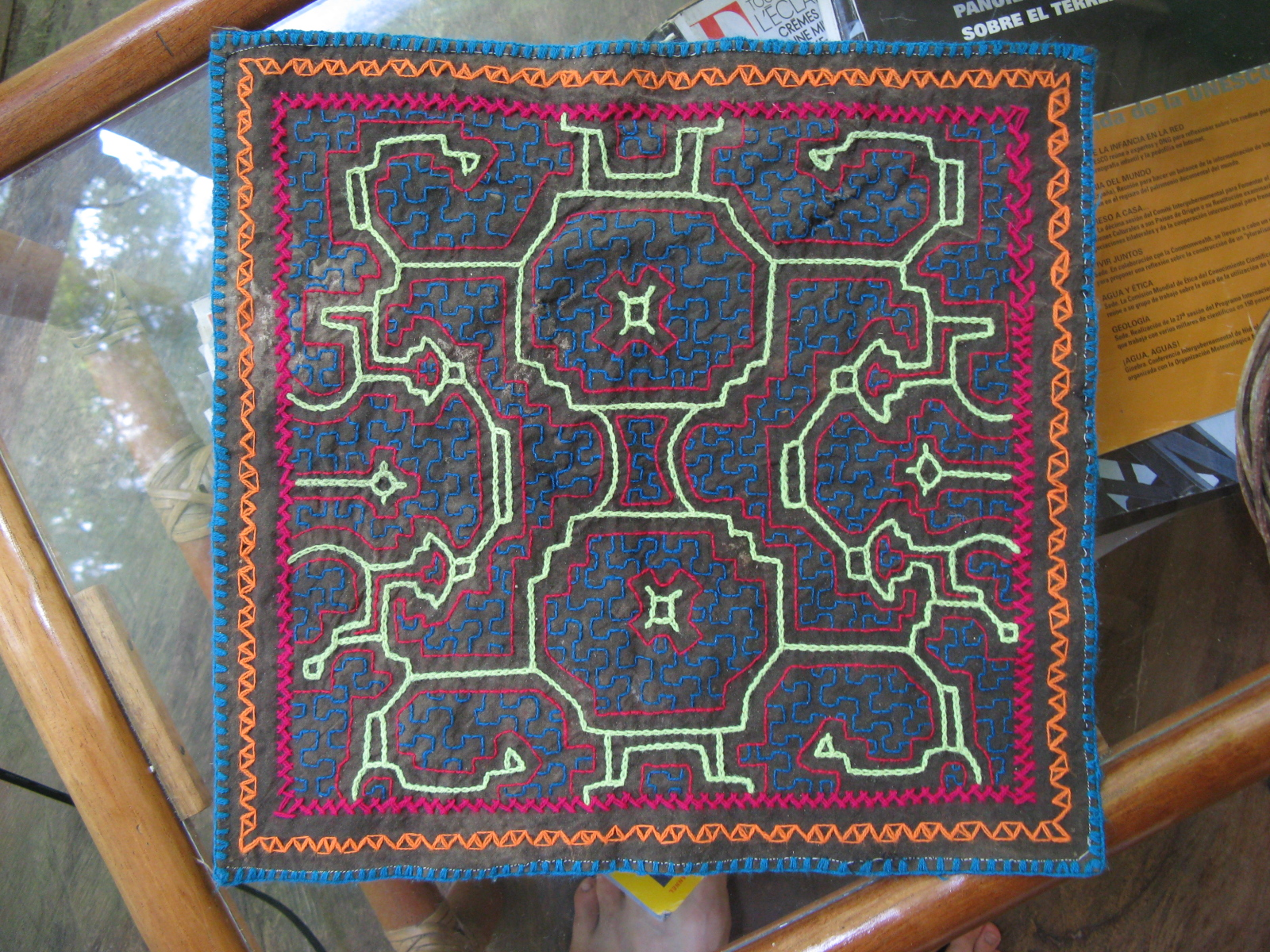
Традиционная вышивка племени шипибо-конибо

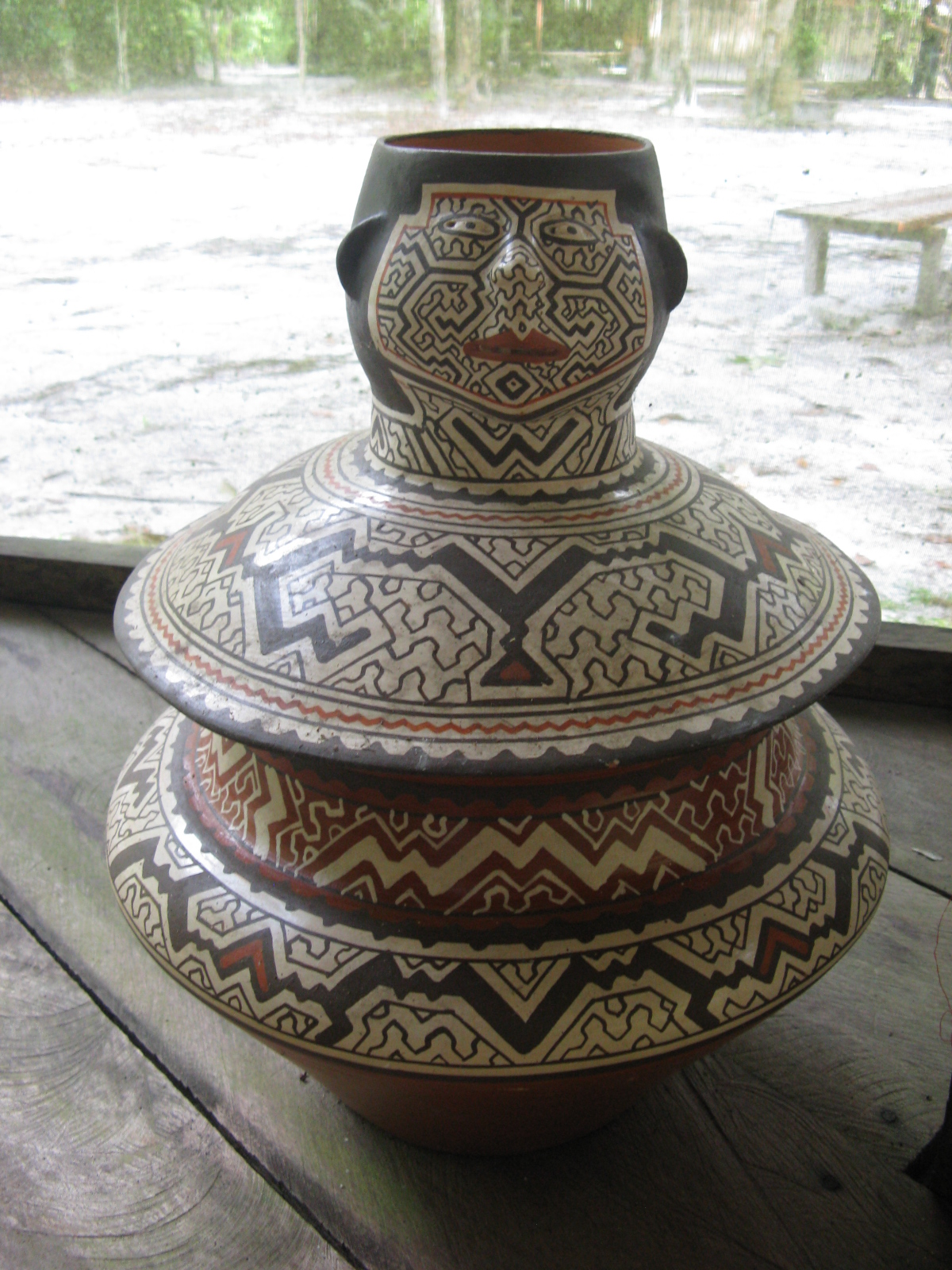
Керамический сосуд племени шипибо-конибо

### Использование
Аяуаска используется в религиозных таинствах и традиционно применяется как напиток силы, способствующий очищению и исцелению. В традиции шипибо-конибо видения аяуаски являются мотивами народного промысла — традиционная керамика, вышивка и роспись по ткани.
Аяуаска интенсивно очищает организм от червей и прочих тропических паразитов. Черви убиваются алкалоидами группы гармалы (если, конечно, при приготовлении использовалась она, а не другой источник ИМАО), которые являются хорошим глистогонным средством..

### Условия потребления
Аяуаска поднимает самые глубинные слои бессознательного, страхи и переживания. Вещества, содержащиеся в аяуаске, являются ингибиторами моноаминоксидазы (MAO). Поэтому они могут быть опасными для здоровья человека при взаимодействии с лекарствами и продуктами, содержащими много тирамина. Для безопасного употребления ИМАО необходимо придерживаться диеты в течение некоторого периода времени до и после приёма отвара аяуаски. Тирамин — производное аминокислоты тирозина, в норме метаболизируемое моноаминоксидазой в кишечнике. После приёма веществ, ингибирующих действие этого фермента, МАО перестает метаболизировать тирамин, поступающий с пищей. Вследствие этого уровень тирамина в крови повышается. Поскольку тирамин в высоких концентрациях воздействует на гормон адреналин, это состояние может привести к гипертоническому кризу. Во время гипертонического криза давление может подняться выше 180, а частота биения сердца — более 100 ударов в минуту. Люди, пережившие гипертонический криз, рассказывают обычно, что это была самая страшная головная боль за всю их жизнь. Гипертонический криз также может привести к внутренним кровотечениям, инфаркту миокарда, прорыву аневризмы и смерти. Также нельзя сочетать аяуаску с антидепрессантами ряда СИОЗС, поскольку в комбинации с МАО они могут спровоцировать серотониновый синдром. Однако факты говорят, что алкалоиды гармалы воздействуют только на MAO-A, не влияя на МАО-B, и при соблюдении необходимых ограничений в питании употребление ингибиторов MAO в общем и приём аяуаски в частности безопасны для здоровья.
В отличие от европейцев, индейцы Амазонки не употребляют лекарств, и их традиционный рацион не содержит опасных продуктов, за исключением бананов, они ничего не знают про диету. Опасность взаимодействия MAO с некоторыми продуктами для них является несущественной. Кроме ограничений в питании, важную роль индейцы отводят духовной подготовке, повышению чувствительности и восприимчивости тела. Выделяют три основные вида диеты: постоянную, диету ученика шамана и диету готовящегося к сеансу. Всем типам свойственны следующие запреты:
- острый перец, считающийся противоположностью аяуаски;
- чеснок или лук — полагают, что они отгоняют духов;
- цитрусовые: лимон, лайм — по поверьям, эти фрукты прерывают магическое действие;
- специи, особенно острые; соль;
- жирная пища: свинина; иногда красное мясо;
- сыры;
- алкоголь;
- сексуальная активность.

Важным фактом является то, что диета должна быть лёгкой и безвкусной. Что касается сексуального воздержания, то индейцы Напо Руна считают его важнее пищевых ограничений. Диета ученика шамана запрещает также все фрукты, сахар, мясо и рыбу. Диета шамана разрешает есть лишь сырое мясо, а также мясо птиц. Зубастые рыбы находятся под запретом, поскольку считается, что они едят всякий мусор со дна. Диета шамана включает периоды, когда шаману позволяется только пить воду.
Насчёт количества дней диеты считается, что ритуал будет тем успешнее, чем дольше испытуемый постится. Например, ученик шамана племени Напо Руна может находиться на диете пару лет (включая строгое сексуальное воздержание), принимая аяуаску каждый день и находясь при этом в весьма удалённом месте для ограничения чувственных притягательностей физического мира. Индейцы обычно постятся в день церемонии. Часто в период подготовки к церемонии аяуаски испытуемый пьёт Wayusa, амазонский аналог парагвайского чая. Wayusa употребляется перед сном, чтобы сделать сновидения яркими, а также сразу же после пробуждения, чтобы сохранить ясными воспоминания о сне. Употребления его непосредственно перед церемонией делает опыт яснее и чётче. Также Wayusa смягчает муки голода.
Для современного человека подготовительная диета может состоять из варёного риса, картофеля или маниока, и варёной курицы или рыбы. Эти продукты должны готовиться без соли и специй: пища должна быть безвкусной. Любые контакты с противоположным полом, равно как и мысли о подобного рода контактах исключаются, включая прикосновения к особи противоположного пола — это обязательные условия для достижения испытуемым прозрачности для духов и проявления оздоравливающих эффектов аяуаски.

## Влияние на здоровье
Острый психотический эффект вещества длится около 8-10 часов и включает интенсивные перцептивные, когнитивные, эмоциональные и аффективные изменения. Хотя тошнота, рвота и диарея случаются часто, накопленные факты говорят о безопасном для здоровья действии аяуаски.
Аяуаска не приводит к зависимости, равно как к психопатологическим, личностным или когнитивным нарушениям, а лишь к умеренным симпатомиметическим эффектам.
Аяуаска, как показывает двойное слепое рандомизированное плацебо-контролируемое исследование на 29 пациентах с терапевтически резистентной депрессией, имеет значительный эффект антидепрессанта, продемонстрированный за неделю наблюдений после употребления одной дозы (1 мл/кг) вещества.
Исследования показывают, что потребление аяуаски приводит к увеличению способности к осознанности.

## История проникновения на Запад
Доказательства использования аяуаски датируются не менее 1000 лет, о чем свидетельствует сверток, содержащий остатки ингредиентов аяуаски, обнаруженный в пещере на юго-западе Боливии в 2010 году.
Первое письменное упоминание аяуаски можно найти в записях первых миссионеров Южной Америки (начало 1600-х). Однако известность в Европе аяуаска обрела много позднее. В отчётах этих миссионеров аяуаска зовётся демонической, и Римско-католическая церковь приложила большие усилия, чтобы избавиться от неё. Научные исследования аяуаски датируются XX веком, когда активный химический ингредиент B. caapi был выделен из неё и назван «телепатин». Однако позднее была установлена его идентичность уже выделенному активному элементу Peganum harmala, и он был переименован в гармалин. Первое ботаническое описание аяуаски было дано этноботаником из Гарварда Ричардом Эваном Шултсом. Прочитав работы Шултса, писатель Уильям Берроуз отправился в 50-х годах XX века в Южную Америку в поисках аяуаски. Он рассчитывал с её помощью избавиться от наркотической зависимости от опиатов (смотрите «Письма Яхе»). Аяуаска стала повсеместно известна после того как братья Маккенна описали свой опыт её употребления в работе «Настоящие галлюцинации». Позднее Деннис описал фармакологию, ботанику и химию аяуаски. Эта работа стала его докторской диссертацией, которую он успешно защитил.
В Бразилии на основе аяуаски возникли религиозные течения, самое знаменитое из которых называется Санто Дайме. Среди этих течений чаще всего можно встретить мистические учения, близкие шаманизму, а также близкие к христианскому учению. Церкви религии Санто Дайме есть во всём мире. Аналогичные религиозные группы на основе аяуаски возникают в Соединённых Штатах и Европе. В 2008 году Правительство Бразилии провело специальное исследование с помощью Института исторического достояния и национального искусства (ИПХАН), и сейчас процесс использования аяуаски в традиционных церемониях шаманов признан национальным достоянием Бразилии. Губернатор из штата Акри (PT) Бинью Маркес высказал следующее о церемониях Аяуаски: «Это наш моральный фундамент, наш источник знаний. Я сам во времена сомнений, когда не видел никакой надежды на будущее, обрел с их помощью знание и просветление и обрел надежду на будущее. Включение этой культуры, мудрости и просвещения в качестве части философии имеет важное значение для нашего народа и мы благодарны за это».
Некоторые примечательные знаменитости, среди которых Стинг, Дэвид Айк, Тори Эймос и Пол Саймон (написавший песню «Голоса Духов» про свой опыт приёма аяуаски в лесах Амазонки) публично обсуждали свой опыт работы с аяуаской. Предприниматели Тимоти Феррисс, Дилан Дэйн публично рассказывали о популярности аяуаски в Кремниевой долине.
В последнее время стало заметно повышенное внимание СМИ к деятельность церкви UDV (Uniao de Vegetal) в США (UDV — религия, построенная вокруг аяуаски). Её последователи заработали дурную славу, поскольку завезли и принимали чай хоаска, запрещённый Министерством юстиции США, и впоследствии были вызваны на судебный процесс, разрешённый, однако же, в их пользу. Это отразилось на деятельности UDV и Санто Дайме в Европе, власти стран которой проявили интерес к деятельности этих церквей во Франции, Германии, Голландии и Испании.
Первой европейской страной, в которой появилась аяуаска, стали Нидерланды. Санто Дайме, поддерживаемая обширным бразильским населением, способствовала распространению аяуаски по Европе. С середины 90-х годов XX века в Амстердаме начинает действовать организация Друзья леса, основанная по инициативе Санто Дайме. Она способствовала распространению и популяризации философии аяуаски в Европе. С этой целью они создали ритуал «Новый век», основанный на основных принципах ритуалов Амазонки и включающий элементы песен Дайме, музыки в стиле эмбиент и мантры. Деятельность Друзей леса была прекращена после ряда мер, предпринятых властями Дании против групп, использующих аяуаску в своих ритуалах. В Санто Дайме поняли, что общественная ориентация не в их интересах. В Амстердаме, также как и в некоторых других городах Европы, вы можете найти «лиану мёртвых» и другие растения, используемые при приготовлении «вина духов».
В 2021 году Рик Долбин совместно с группой израильских ученых опубликовал результаты эксперимента по межнациональному примирению с помощью аяуаски. В его рамках добровольцы евреи и арабы участвовали в совместной церемонии с использованием напитка, пели, молились и описывали в интервью свои видения, зачастую связанные с арабо-израильским конфликтом. Организаторы эксперимента пришли к выводу, что аяуаска способствует примирению людей, поскольку позволяет сдвинуть национальную идентичность, являющуюся одним из источников конфликта.

## Правовой статус
Напиток аяуаска является легальным в большинстве стран, в том числе в странах Евросоюза и США, если в его состав не входят растения с содержанием DMT: Psychotria viridis или Diplopterys cabrerana.
В большинстве стран DMT классифицируется законом как нелегальное средство и находится под запретом. В России DMT помещен в Список I, самую строгую категорию веществ.
В США, несмотря на то, что DMT также относится к самой строгой категории Schedule I, известен судебный прецедент, который разрешил бразильской церкви «União do Vegetal» использовать аяуаску в ряде традиционных религиозных церемоний и импортировать компоненты для её приготовления.
Несмотря на заявления Международного комитета по контролю за наркотиками в 2001 году, что аяуаска не рассматривается международными конвенциями как подлежащий контролю наркотик, в 2010 году Международный комитет по контролю за наркотиками рекомендовал правительствам рассмотреть возможность запрета аяуаски на национальном уровне. Это предложение критиковалось как выходящее за пределы полномочий комитета.
Выпущены законы, легализующие напиток аяуаска, в том числе с растениями, содержащими DMT, в следующих странах: Перу, Бразилия, Коста-Рика, Нидерланды, город Окленд в штате Калифорния США.
В России аяуаска с DMT-содержащими растениями классифицируется как смесь, содержащая наркотическое вещество, и является нелегальной. Ввоз смесей с содержанием DMT в Россию запрещён и преследуется по закону.

## Отношение перуанских властей
Власти Перу считают лиану-аяуаску Banisteriopsis caapi национальным достоянием, признавая изготавливаемый из неё одноимённый напиток источником природных знаний. Церемонии аяуаски, проводимые коренными народами Амазонии, являются культурным достоянием нации. Решение правительства Перу, подписанное директором Национального института культуры Хавьером Угасом Вильякортой, было впервые опубликовано в официальной газете El Peruano в июле 2008 года. Власти открыто заявили о том, что потребление «лианы мёртвых» эквивалентно получению знаний из духовного мира. По данным Национального института культуры, ритуал аяуаски представляет собой важную часть традиционной медицины и является одной из основ самобытности народа Амазонии, её использование является необходимым и незаменимым для всех жителей перуанской Амазонии. Правительство Перу подтверждает, что эффекты, вызываемые аяуаской, были тщательно исследованы ввиду их сложности и отличаются от тех, которые обычно получают от применения галлюциногенов: растение обладает неоспоримой лекарственной ценностью. Максимальное количество усилий прилагается для защиты «священного ритуала аяуаски» от западного вторжения и попыток привнесения изменений.